# تور دو فرانس ۱۹۰۳
تور دو فرانس ۱۹۰۳ نخستین دورهٔ مسابقهٔ دوچرخه‌سواری تور دو فرانس بود که از ۱ تا ۱۹ ژوئیهٔ سال ۱۹۰۳ در فرانسه برگزار شد. مسابقه در ۶ مرحله به طول ۲۴۲۸ کیلومتر انجام شد و در پایان موریس گارن فرانسوی به مقام قهرمانی دست یافت. او در نخستین مرحله پیروز شد و برتری را تا پایان تور حفظ کرد. گارن در دو مرحلهٔ پایانی نیز پیروز شد و در رده‌بندی نهایی، حدود سه ساعت با نفر دوم فاصله داشت.
تور دو فرانس ۱۹۰۳ نخستین رقابت مرحله‌ای دوچرخه‌سواری بود که توسط روزنامهٔ لوتو راه‌اندازی شد. هدف لوتو از برگزاری مسابقهٔ دوچرخه‌سواری، جبران عقب‌ماندگی از روزنامهٔ لو ولو بود. مسابقه قرار بود در ماه ژوئن برگزار شود، ولی یک ماه به تعویق افتاد و به دلیل عدم استقبال شرکت‌کنندگان، جوایز آن افزایش یافت.

## راه‌اندازی
پس از ماجرای دریفوس و حذف تبلیغات روزنامهٔ لو ولو، آنری دگرانژ روزنامهٔ جدیدی به نامه لوتو-ولو تأسیس کرد. او در سال ۱۹۰۳ وادار شد نام روزنامه را به لوتو تغییر دهد و نیاز به اقدامی برای حفظ هواداران دوچرخه‌سواری داشت. پس از بازگشت از یک مسابقهٔ دوچرخه‌سواری، ایدهٔ برگزاری مسابقه‌ای دور فرانسه شبیه مسابقات شش‌روزهٔ پیست، توسط ژئو لفور (کارمند جوان لوتو) ارائه شد. در نهایت، برگزاری مسابقه تور دو فرانس در ۱۹ ژانویهٔ ۱۹۰۳ در لوتو اعلام شد.
نخست قرار بود مسابقه به مدت ۵ هفته از ۱ ژوئن تا ۵ ژوئیه برگزار شود و هزینهٔ ورودی ۲۰ فرانک بود. این شرایط باعث عدم استقبال از مسابقه شد و یک هفته پیش از زمان پیش‌بینی شده برای آغاز آن، تنها ۱۵ نفر ثبت نام کرده‌بودند. دگرانژ زمان‌بندی مسابقه را به ۱ تا ۱۹ ژوئیه تغییر داد، مبلغ جایزه را به ۲۰٬۰۰۰ فرانک افزایش داد و هزینهٔ ورودی را به ۱۰ فرانک کاهش داد. پس از این تغییرات، ۷۹ نفر ثبت نام کردند و مسابقه با حضور ۶۰ رکابزن آغاز شد.

## مسیر

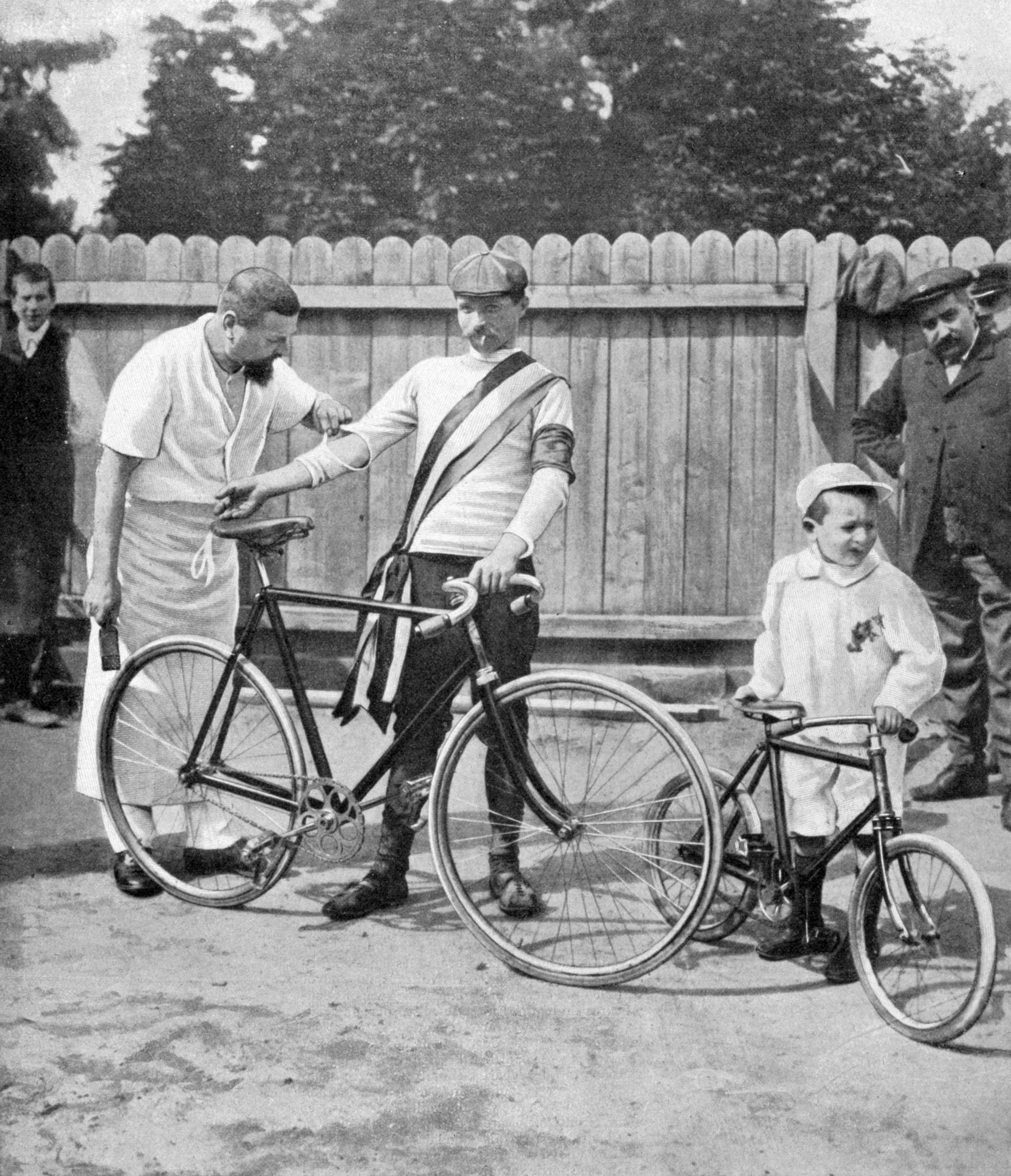
موریس گارن، برندهٔ تور دو فرانس ۱۹۰۳.

تور دو فرانس ۱۹۰۳ در شش مرحله برگزار شد. میانگین مسافت طی شده در هر مرحله حدود ۴۰۰ کیلومتر بود. بین هر دو مرحله، یک تا سه روز استراحت در نظر گرفته شده‌بود. بیشتر مسیر مسابقه مسطح بود و تنها در یک مرحله، مسیر کوهستانی قابل توجهی وجود داشت. رکابزنان به صورت انفرادی رقابت کردند. با توجه به طولانی بودن مراحل، به جز یک مرحله، بقیه پیش از طلوع خورشید آغاز شدند. مرحلهٔ پایانی در ساعت ۹ شب قبل آغاز شد.

## شرکت‌کنندگان

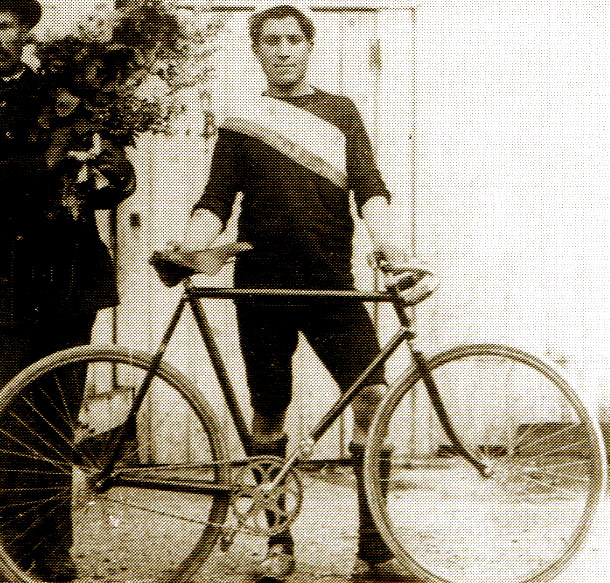
لوسین پودیر، یکی از شرکت‌کننده‌های این مسابقه

۶۰ رکابزن مسابقه را آغاز کردند که ۴۹ نفر فرانسوی بودند. ۲۱ رکابزن تحت حمایت دوچرخه‌سازان بودند و سایرین حامی مالی نداشتند. ۲۴ رکابزن دیگر نیز در برخی مراحل شرکت کردند.

## مسابقه
بخت‌های اصلی قهرمانی موریس گارن و ایپولیت اوکوتوریه بودند. مرحلهٔ نخست به طول ۴۶۷ کیلومتر از پاریس تا لیون برگزار شد. مسابقه در ساعت ۱۵:۱۶ آغاز شد و گارن نخستین رکابزن بود که در ساعت ۹ صبح روز بعد و یک دقیقه زودتر از نفر دوم، امیل پاژی، از خط پایان گذشت. اوکوتوریه به دلیل گرفتگی عضلات شکم نتوانست مرحله را به پایان برساند و از رده‌بندی اصلی خارج شد، ولی در مرحلهٔ دوم شرکت کرد و برندهٔ آن مرحله شد. پاژی در مرحلهٔ دوم تصادف کرد و از مسابقه حذف شد. اوکوتوریه در مرحلهٔ سوم نیز پیروز شد، ولی در مرحلهٔ چهارم به دلیل استفاده از خلأ پشت یک خودرو از مسابقه کنار گذاشته شد.
چارلز لیزر سوئیسی برندهٔ مرحلهٔ چهارم شد. در پایان این مرحله، گارن با اختلاف حدود دو ساعت با امیل ژرژه، رهبر مسابقه بود. ژرژه در میانهٔ مرحلهٔ پنجم زمانی که در حال استراحت بود به خواب رفت و نتوانست مرحله را به پایان برساند. گارن با پیروزی در این مرحله، برتری خود را به حدود سه ساعت افزایش داد و سپس در مرحلهٔ پایانی (که به مسافت ۴۷۱ کیلومتر، بلندترین مرحلهٔ تور بود) نیز پیروز شد.

## پیامد
این رویداد باعث افزایش قابل توجه شمارگان لوتو شد. این موفقیت بزرگ برگزاری دورهٔ بعدی تور را تضمین کرد و رکابزنان تور به قهرمانان ملی تبدیل شدند. گارن با جایزه‌ای که در مسابقه کسب کرد، یک پمپ بنزین خرید و تا پایان عمر در آنجا کار کرد.